# Tatsuhiko Noguchi
Tatsuhiko Noguchi (jap. 野口 竜彦, Noguchi Tatsuhiko; * 20. November 1997 in der Präfektur Osaka) ist ein japanischer Fußballspieler.

## Karriere
Tatsuhiko Noguchi erlernte das Fußballspielen in der Jugendmannschaft des Takatsuki FC, in der Schulmannschaft der Maebashi Ikuei High School sowie in der Universitätsmannschaft der Chūō-Universität. Seinen ersten Profivertrag unterschrieb er 2020 bei Fagiano Okayama. Der Verein aus Okayama, einer Stadt auf der japanischen Hauptinsel Honshū, spielte in der zweiten japanischen Liga, der J2 League. Sein Zweitligadebüt gab er am 5. Juli 2020 im Auswärtsspiel gegen Júbilo Iwata. Hier wurde er in der 88. Minute für Shunnosuke Matsuki eingewechselt. Mitte August 2021 wechselte er auf Leihbasis zum Viertligisten ReinMeer Aomori FC nach Aomori. Für ReinMeer absolvierte er 14 Viertligaspiele. Nach der Ausleihe kehrte er Ende Januar 2022 nach Okayama zurück. Im August 2023 wechselte er ebenfalls auf Leihbasis zum Drittligisten Kataller Toyama. Für den Verein aus Toyama bestritt er neun Ligaspiele. Nach Vertragsende bei Fagiano wechselte er im Februar 2024 zum Viertligisten Veertien Mie.